# Arabia Saudyjska na Letnich Igrzyskach Paraolimpijskich 2008
Arabia Saudyjska na Letnich Igrzyskach Paraolimpijskich reprezentował 1 zawodnik.

## Medale

### Złote
- Osamah Alshanqiti - lekkoatletyka, trójskok - F12 (8 września)

### Srebrne
- Osamah Alshanqiti - lekkoatletyka, skok w dal - F12